# Römisch-katholische Kirche in Norwegen

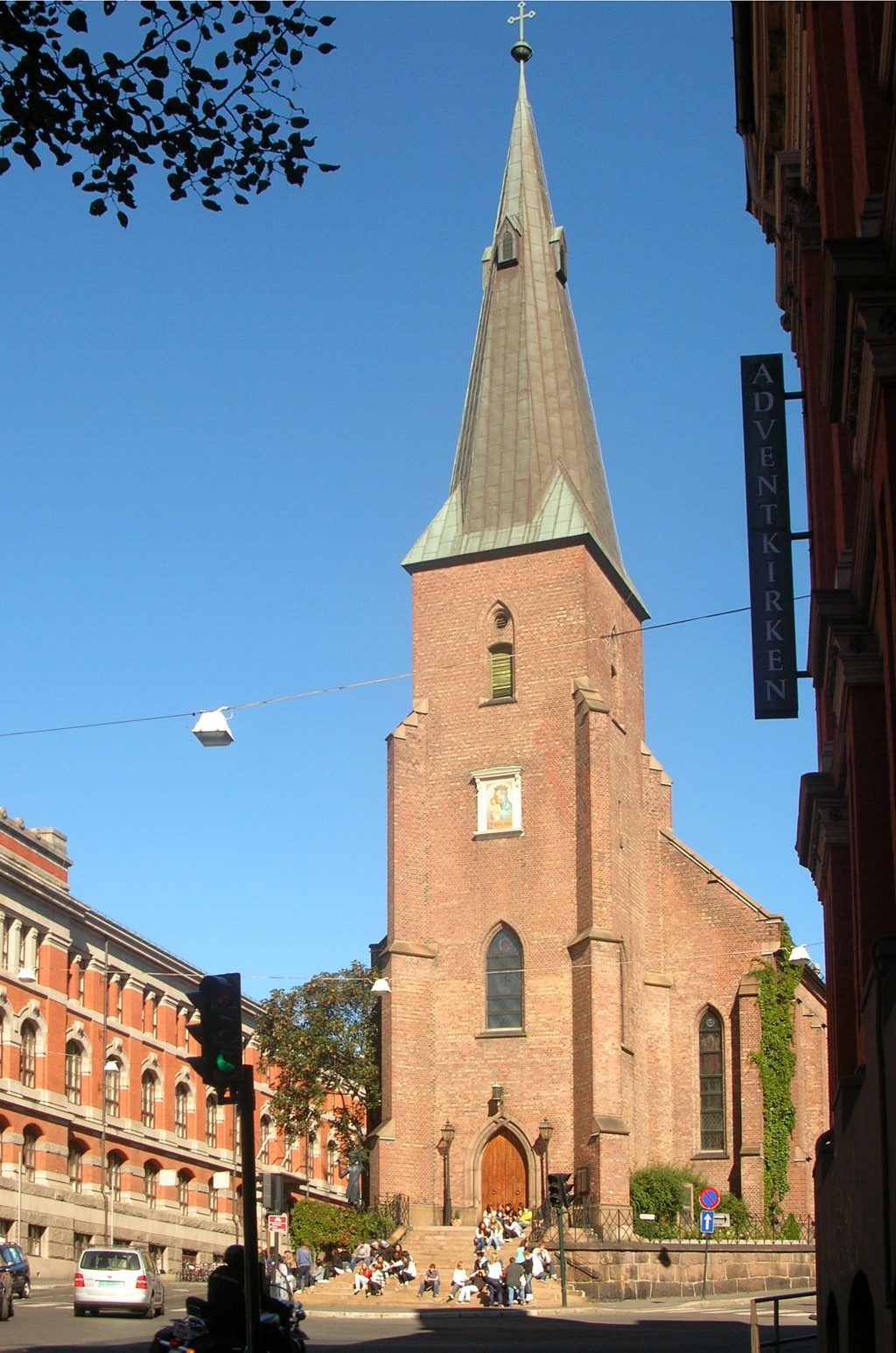
Die Domkirche St. Olav in Oslo war die erste katholische Kirche seit ihrer Wiederzulassung 1843

Die römisch-katholische Kirche in Norwegen ist nach der evangelisch-lutherischen Norwegischen Kirche die zweitgrößte christliche Religionsgemeinschaft in Norwegen.

## Gliederung
- Immediat:
  - Bistum Oslo
  - Territorialprälatur Tromsø
  - Territorialprälatur Trondheim

## Geschichte
Die Geschichte der römisch-katholischen Kirche reicht in die Zeit der Christianisierung Norwegens um 1000 zurück. 1537 wurde die lutherische Lehre in Dänemark-Norwegen eingeführt und die katholische Kirche verboten. Es gab aber bis etwa 1700 kleine römisch-katholische Gruppen in Norwegen. Von 1677 bis 1690 unterhielten die Jesuiten eine Niederlassung in Fredrikstad, auf Einladung des katholischen Garnisonskommandeurs Johan Caspar von Cicignon. Erst 1843 erlaubte König Christian VIII. die Gründung der römisch-katholischen Pfarrei St. Olav in Oslo. 2024 bestanden landesweit 40 Pfarreien, in denen 110 Priester und 121 Ordensleute tätig waren.
Seit 1982 unterhalten Norwegen und der Heilige Stuhl volle diplomatische Beziehungen. Apostolischer Nuntius in Norwegen ist seit März 2023 Erzbischof Julio Murat.

## Mitgliederzahlen
Noch 2009 hatte die Statistikbehörde nur 57.000 katholische Kirchenmitglieder erfasst. Infolge der Osterweiterung der Europäischen Union 2004 nahm die Arbeitsmigration nach Norwegen stark zu. 2012 lebten bereits rund 110.000 Katholiken in Norwegen. Polen bildeten rund ein Drittel der registrierten Kirchenmitglieder. Wegen der als „illegal“ eingestuften Methode des Bistums Oslo, katholische Einwanderer kurzerhand als katholische Gläubige deklariert zu haben, um so zusätzliche öffentliche Zahlungen zu erhalten, ermittelten norwegische Behörden. Die Ermittlungen gegen das Bistum wurden 2016 gegen eine Zahlung von umgerechnet 110.000 Euro eingestellt. 2020 hatte die katholische Kirche in Norwegen 165.254 Mitglieder, 2024 waren es 174.000. Der Anteil der Katholiken an der norwegischen Bevölkerung war 2024 auf 3,2 % gestiegen.